# Aeroportul Deer Lake
Aeroportul Deer Lake (IATA: YVZ, ICAO: CYVZ) este un aeroport din Newfoundland și Labrador, Canada ce deservește zona Deer Lake First Nation⁠(d). Aeroportul a fost tranzitat în 2021 de 3.353 de pasageri.
Situat la o altitudine de 333 m, aeroportul dispune de o singură pistă. Este operat de Government of Ontario⁠(d).